# کارزار فشار حداکثری
منظور از کارزار فشار حداکثری، تشدید تحریم‌ها علیه ایران توسط دولت ترامپ پس از خروج ایالات متحده آمریکا از برنامه جامع اقدام مشترک (برجام) در سال ۲۰۱۸ است. هدف از این کمپین تحت فشار قرار دادن ایران برای مذاکره مجدد برجام، افزودن محدودیت‌های بیشتر بر برنامه هسته ای ایران و گسترش دامنه توافق برای پوشش موشک‌های بالستیک ایران و همچنین دیگر فعالیت‌های منطقه ای آن بود. این استراتژی با سیاست ضدفشار ایران برای خنثی کردن کارزار فشار حداکثری آمریکا رو به رو شد.
به گفته دیده‌بان حقوق بشر، تحریم‌های اقتصادی کنونی علی‌رغم معافیت‌های کالاهای بشردوستانه، باعث بروز رنج‌های غیرضروری برای شهروندان ایرانی مبتلا به طیف وسیعی از بیماری‌ها و شرایط پزشکی می‌شود.

## نتایج
طبق گزارش صندوق بین‌المللی پول، ذخایر رسمی ناخالص ایران از میانگین ۷۰ میلیارد دلار در سال ۲۰۱۷ به ۴ میلیارد دلار در سال ۲۰۲۰ کاهش یافت. برخی تحلیلگران معتقدند که این کمپین نتوانست فعالیت‌های منطقه ای ایران را تغییر دهد یا با نفوذ نیابتی ایران در منطقه مقابله کند، ایران را مجبور به مذاکره مجدد دربارهٔ توافق هسته ای کند و برنامه‌های هسته‌ای و موشکی آن را کند کند. در سال ۲۰۱۹، رئیس‌جمهور ایران [حسن روحانی] گفت که تحریم‌های آمریکا اقتصاد ایران را از ۲۰۰ میلیارد دلار درآمد نفتی و سرمایه‌گذاری محروم کرده است. مقام‌های ارشد دولت ابراهیم رئیسی، رئیس‌جمهور ایران که پس از پایان کمپین فشار حداکثری روی کار آمد، مدعی شدند که فروش نفت در ماه‌های ابتدایی ریاست‌جمهوری رئیسی علیرغم اینکه تحت «تحریم‌های شدید آمریکا» قرار داشت، ۴۰ درصد افزایش یافته است. البته این افزایش فروش با حراج گذاشتن نفت ایران همراه بوده است، بنا به گزارش رييس مركز پژوهش‌های اتاق بازرگانی، اگر ایران در ۹۰ روز و روزانه یک میلیون و ۵۶۰ هزار بشکه نفت به چین صادر و درآمد ۳۵ میلیارد دلاری کسب کرده باشد، هر بشکه نفت ایران با قیمت ۲۵۰ دلار فروش رفته‌است. بر اساس قیمت هر بشکه نفت در بازار جهانی که حدود ۸۷ دلار است، به نظر می‌رسد درآمد ۳۵ میلیارد دلاری، درآمد ارزی یک ساله ایران از فروش روزانه ۱ میلیون ۵۰۰ هزار بشکه نفت به چین است. در این حالت هر بشکه نفت ایران با با قیمت ۶۱ دلار به فروش می‌رسد یعنی ۲۶ دلار کمتر از نرخ جهانی نفت. این بدان معناست که ایران با تخفیف حدود ۳۰ درصدی نفت خود را به چین تنها خریدار نفت ایران می‌فروشد.
این کمپین توسط برخی از تحلیلگران سیاست خارجی به این خاطر مورد انتقاد قرار گرفت که طرح فکریش ضعیف بود و برای دیگر اهداف سیاست خارجی آمریکا نتیجه معکوس داشت. دیوید والش، که برای شورای آتلانتیک می‌نویسد، اظهار داشت که «یک سیاست منحصرا تنبیهی بدون ارائه راه فرارهای دیپلماتیک، تهران را تشویق می‌کند تا با تحمیل هزینه بر آنانی که متجاوزان به خود تصور می‌کند، با آتش با آتش مبارزه کند.»
نگرانی‌های دیگری نیز در رابطه با تأثیر منفی این برنامه بر رفاه مردم ایران مطرح شده بود. یکی از تحلیل‌های دیده‌بان حقوق بشر استدلال می‌کند که تحریم‌های مضاعف ایالات متحده به دلیل تحریم‌های گسترده آمریکا علیه بانک‌های ایرانی، همراه با «لفاظه‌های تهاجمی مقامات آمریکایی»، «توانایی ایران برای تأمین مالی [...] واردات بشردوستانه» را محدود کرده است. تشدید تحریم‌ها به‌طور جدی حق ایرانیان برای سلامت و دسترسی به داروهای ضروری را به خطر انداخته و بنا بر مستندات باعث کمبودها شده است - از کمبود داروهای حیاتی برای بیماران مبتلا به صرع تا داروهای شیمی‌درمانی محدود برای درمان بیماران سرطانی ایرانی.

### کمبود دارو و مواد اولیه
با وجود اینکه کالاهای بشردوستانه معاف از تحریم هستند اما وجود برخی دیگر از تحریم‌ها همچون تحریم‌های بانکی و معاملاتی، تولیدکنندگان دارو در ایران را با چالش‌های زیادی مواجه کرده‌است. محدودیت‌های پرداخت برای دارو یا تجهیزات، علاوه بر مشکلات ارسال کالا به ایران و از ایران، دسترسی سریع و گسترده به این کالا را دشوارتر کرده‌است. مواد اولیه دارو برای تولید داروهای حساس و مهم وارداتی بود و از تشدید تحریم‌ها، عملا امکان ورود مستقیم این مواد اولیه به ایران وجود نداشت. از کمبود رگ مصنوعی، کیت‌های آزمایشگاهی داروهای بیماران خاص و سرطانی، تجهیزات و قطعات لوازم پزشکی تا قطعات تجهیزات پزشکی مانند دستگاه‌های ام‌آرآی، سی‌تی‌اسکن، رادیولوژی و انژیوگرافی زیر سایه تحریم، مشکلاتی در زمینه انتقال ارز برای شرکت‌های دارویی و تجهیزات پزشکی ایجاد شده است.

## واکنش‌ها
امارات متحده عربی حمایت مطلق خود را از ادامه فشار حداکثری آمریکا علیه ایران اعلام کرد. سیاستمداران اسرائیلی نیز حمایت خود را از این برنامه اعلام کرده‌اند.
گزارشگر ویژه سازمان ملل متحد در امور حقوق بشر در ایران در ژوئیه ۲۰۱۹ گفت که او «نه تنها نگران است که تحریم‌ها و محدودیت‌های بانکی بر امنیت غذایی و در دسترس بودن و توزیع داروها، تجهیزات دارویی و تجهیزات تأثیر بگذارد، بلکه نگران تأثیر منفی بالقوه آن بر سازمان ملل متحد و سایر عملیات‌ها و برنامه‌ها در این کشور است».
واکنش مقامات ایرانی
در نوامبر ۲۰۲۱، در دوران ریاست جمهوری ابراهیم رییسی و آغاز دور جدید مذاکرات هسته ای، علی باقری کنی، مذاکره کننده ارشد هسته‌ای ایران گفته بود که در هفتمین دور مذاکرات برای احیای توافق هسته‌ای آژانس، جمهوری اسلامی ایران خواستار لغو تمامی تحریم‌ها علیه کمپین فشار حداکثری آمریکا به عنوان مقدمه برای ازسرگیری مذاکرات شد.
واکنش اندیشکده‌های ایرانی
همچنین برخی نهادهای پژوهشی و اندیشکده‌ها در ایران، از جمله اندیشکده اقتصاد مقاومتی، ضمن طرح این ادعا که اقتصاد جمهوری اسلامی ایران توانایی مقابله با کارزار فشار حداکثری آمریکا را دارد، راهکارها و اقداماتی در راستای حذف یا کاهش این فشارها ارائه کرده‌اند. این گزارش اگرچه به صورت محرمانه منتشر شده، ولی در بخش‌هایی از آن که به صورت عمومی انتشار یافته است، 30 اقدام قابل پیگیری از سوی ایران در مواجهه با کارزار فشار حداکثری آمریکا پیشنهاد کرده است. استدلال این اندیشکده این است که آمریکا به کمک کارزار فشار حداکثری، مقابله با ایران را در دستور کار دارد و از موضع بنیادین خود علیه ایران عقب نشینی نکرده است تا بتواند هدف اصلی و بلندمدت خود یعنی تضعیف ایران را محقق نماید، به همین دلیل نیز ایران به صورت فعالانه، باید اقداماتی را با هدف رفع نقاط آسیب‌پذیر و ایجاد مزیت‌های قابل اتکا و بی‌اثر کردن تهدیدات طرف مقابل و تبدیل آن به فرصت طراحی و هر چه سریعتر در دستور کار قرار دهد تا در صورت استمرار مذاکرات، امکان کسب نتایج بهتر از آن فراهم باشد و در صورت توقف مذاکرات، اقتصاد ایران تحت تاثیر قرار نگیرد و رشد و پیشرفت آن متوقف نشود. 